# Minguiyán Semiónov
Minguiyán Artúrovich Semiónov –en ruso, Мингиян Артурович Семёнов– (Komsomolski, 11 de junio de 1990) es un deportista ruso que compite en lucha grecorromana.
Participó en los Juegos Olímpicos de Londres 2012, obteniendo una medalla de bronce en la categoría de 55 kg. Ganó una medalla de plata en el Campeonato Mundial de Lucha de 2014 y dos medallas en el Campeonato Europeo de Lucha, oro en 2016 y bronce en 2017.

## Palmarés internacional
| Juegos Olímpicos   | Juegos Olímpicos      | Juegos Olímpicos  | Juegos Olímpicos |
| Año                | Lugar                 | Medalla           | Categoría        |
| ------------------ | --------------------- | ----------------- | ---------------- |
| 2012               | Londres (Reino Unido) | Medalla de bronce | 55 kg            |
| Campeonato Mundial |                       |                   |                  |
| Año                | Lugar                 | Medalla           | Categoría        |
| 2014               | Taskent (Uzbekistán)  | Medalla de plata  | 59 kg            |
| Campeonato Europeo |                       |                   |                  |
| Año                | Lugar                 | Medalla           | Categoría        |
| 2016               | Riga (Letonia)        | Medalla de oro    | 59 kg            |
| 2017               | Novi Sad (Serbia)     | Medalla de bronce | 59 kg            |